# Cristina D'Avena con i tuoi amici in TV
Cristina D'Avena con i tuoi amici in TV è il dodicesimo album ufficiale di Cristina D'Avena pubblicato da Five Record Srl e distribuito da C.G.D. Messaggerie Musicali SpA, nel 1987. L'album è la sua prima raccolta.

## Descrizione
Si tratta del primo volume di quella che diventerà una longeva collana discografica. A differenza di Fivelandia che usciva nel periodo tardo autunnale e conteneva materiale prevalentemente inedito, i volumi di questa seconda collana vengono pubblicati in primavera e contengono generalmente un numero ridotto di sigle inedite accanto a cui sono riproposte sigle già edite e brani tratti da altri lavori discografici di Cristina D'Avena pubblicati in quel periodo.
La sigla Sandy dai mille colori è l'unica inedita dell'album; Vola mio mini pony era già stata pubblicata nell'album Mio mini pony ispirato alla serie omonima e pubblicato anch'esso nel corso del 1987; sono presenti numerose sigle precedentemente pubblicate su 33 giri (Canzone dei puffi in Fivelandia, Là sui monti con Annette e Nanà Supergirl in Fivelandia 2, Kiss me Licia, Occhi di gatto e L'incantevole Creamy in Fivelandia 3, Love me Licia, David Gnomo amico mio, Magica magica Emi, Alla scoperta di Babbo Natale, Memole dolce Memole e Mila e Shiro due cuori nella pallavolo su Fivelandia 4); il brano Silzvaiz proviene dall'album David Gnomo amico mio ispirato alla serie omonima e pubblicato nel 1987; La ninna nanna di Licia proviene dall'album Love me Licia e i Bee Hive pubblicato anch'esso nel corso del 1987.
Il disco fu originariamente pubblicato in musicassetta e vinile. Ad oggi non è mai stata pubblicata una versione su CD.
L'album è il primo della discografia della cantante a essere pubblicato in formato picture disc e il primo a presentare il suo nome in copertina.

## Tracce
- LP: FM 13586

- LP Picture: 313586

- MC: 50 FM 13586

Lato A
Testi di Alessandra Valeri Manera tranne Canzone dei Puffi e Slizvaiz; edizioni musicali Canale 5 Music tranne Canzone dei Puffi.
1. Love Me Licia – 2:50 (musica: Giordano Bruno Martelli)
2. Vola mio mini pony – 2:43 (musica: Carmelo Carucci)
3. Occhi di gatto – 3:20 (musica: Carmelo Carucci)
4. David Gnomo amico mio – 3:18 (musica: Carmelo Carucci)
5. Là sui monti con Annette – 3:38 (musica: Giordano Bruno Martelli)
6. Magica, magica Emi – 3:00 (musica: Giordano Bruno Martelli)
7. Canzone dei Puffi (feat. Gastone Pesucci) – 2:27 (testo: Alessandra Valeri Manera[3], Victor Szell[4] – musica: Dan Lacksman; edizioni musicali SEPP)
8. Nanà Supergirl – 3:30 (musica: Piero Cassano)

Lato B
Testi di Alessandra Valeri Manera; edizioni musicali Canale 5 Music.
1. Kiss me Licia – 3:16 (musica: Giordano Bruno Martelli)
2. Sandy dai mille colori – 3:08 (musica: Giordano Bruno Martelli)
3. L'incantevole Creamy – 2:43 (musica: Giordano Bruno Martelli)
4. Alla scoperta di Babbo Natale – 3:12 (musica: Carmelo Carucci)
5. Memole dolce Memole – 3:18 (musica: Giordano Bruno Martelli)
6. Slizvaiz – 3:20 (testo: Alessandra Valeri Manera[3], Mariano Pèrez Garcia[4], José Antonio Garcia Morato Soto[4] e Rosa Maria Giron Avila[4] – musica: Mariano Pérez Garcia, José Antonio Garcia Morato Soto e Rosa Maria Giron Avila; edizioni musicali Crab Ediciones Musicales)
7. Mila e Shiro - Due cuori nella pallavolo – 2:58 (musica: Carmelo Carucci)
8. La ninna nanna di Licia (versione solista) – 2:53 (musica: Giordano Bruno Martelli)

## Produzione
- Alessandra Valeri Manera – Produzione discografica e direzione discografica
- Riccardo Tricca – Foto
- Benetton – Abiti

## Produzione e formazione dei brani
Per i musicisti e i tecnici dei singoli è possibile consultare le pagine di prima pubblicazione delle canzoni